# 바버바위쥐
바버바위쥐(Petromyscus barbouri)는 붉은숲쥐과에 속하는 설치류의 일종이다. 남아프리카공화국에서만 발견된다. 자연 서식지는 아열대 또는 열대 기후 지역의 건조 관목 지대와 바위 지역이다. 서식지 감소로 위협을 받고 있다.